# 일월GML
주식회사 일월지엠엘은 대한민국의 유통 및 판매 전문 기업으로, 본사는 서울특별시 강동구 천호대로 1034, 탑메디칼센터 8층에 위치해 있다.

## 역사
2006년 8월 유테크라는 사명으로 설립되었고 2016년부터 2019년 4연속 영업손실을 기록하면서 상장 폐지 위기에 몰렸다.,  2021년 감사범위 제한으로 인한 의견거절로 상장폐지 위기에 몰린 회사의 소액주주들이 경영진을 상대로 법적대응을 계획한 적이 있다.
2022년 회사가 전 실질경영자인 안 모 부회장과 그의 친인척 이 모 대표이사 등 6명을 특정경제범죄가중처벌 등에 관한 법률위반(횡령 및 배임) 혐의로 서울중앙지방검찰청에 고소했다
2023년 2월 최대주주가 주식회사 일월로 변경되었다. 2023년 3월 지월지엠엘으로 사명을 변경했다. 2024년, 평택 공장과 서울 지점 폐쇄 등 구조조정 진행하였다.